# Řády, vyznamenání a medaile Řecka

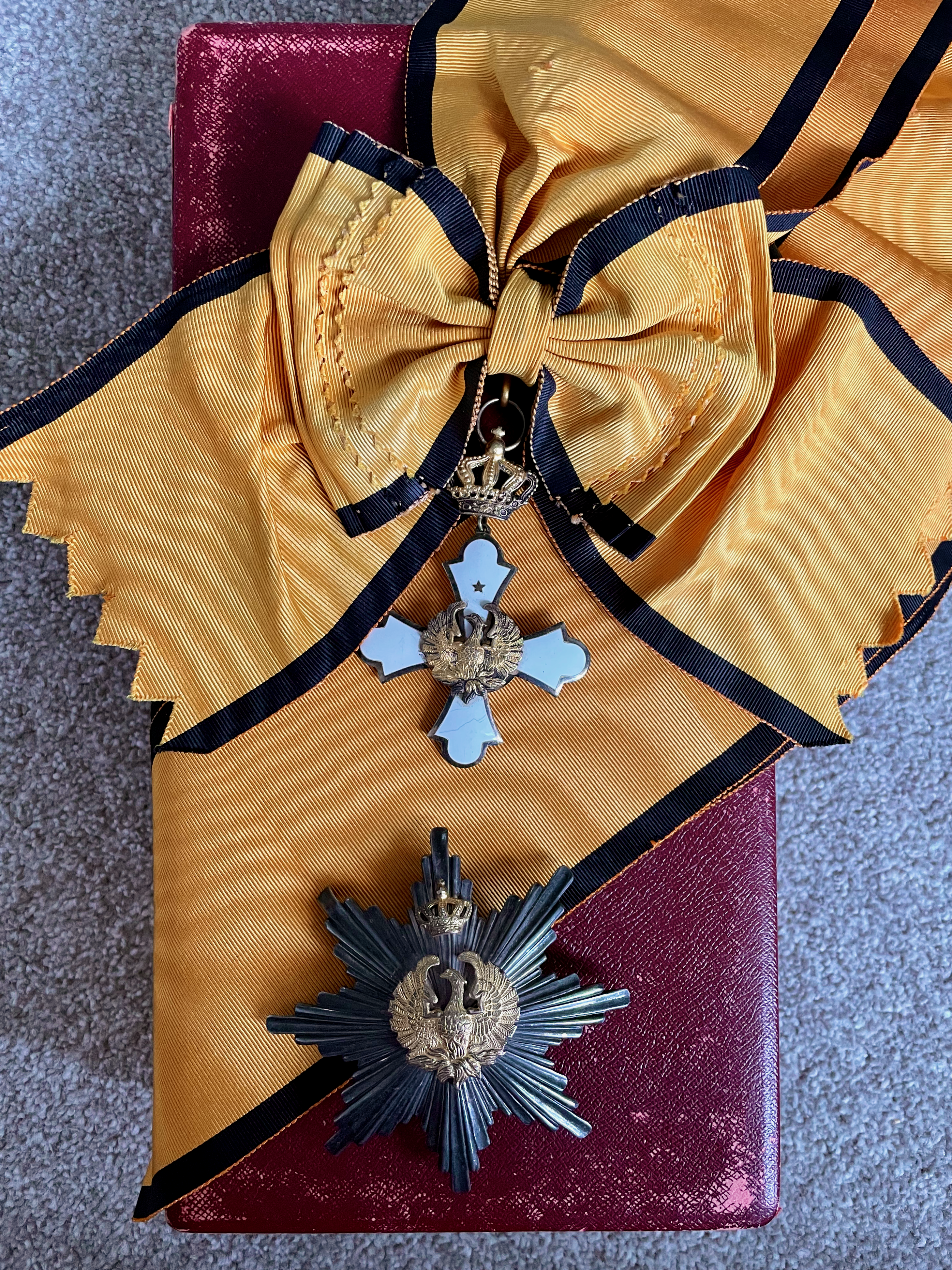
Insignie Řádu Fénixe ve třídě velkokříže

Moderní řecká vyznamenání byla založena roku 1829 během čtvrtého Národního shromáždění v Argu, ale příslušný zakládací dekret byl králem Otou I. podepsán v Nauplionu dne 20. května 1833. Nejvyšším vyznamenáním byl Řád Spasitele, který byl založen na počest bojovníků za nezávislost Řecka. Mezi prvními vyznamenanými tímto řádem patří Petros Mauromichalis, Theodoros Kolokotronis a Konstantinos Kanaris.

## Pozadí
První řády byly zakládány v pozdním středověku. Zpočátku měly podobu hegemonických rytířských řádů, jejichž ocenění bylo založeno na náboženských či vojenských kritériích, ale také na vůli panovníka. Členové a jejich zařazení v hierarchii řádu se promítalo do vzhledu speciálních uniforem. Až do konce 18. století zůstávaly tyto řády výhradně doménou aristokracie. Udělení rytířského řádu mnohdy automaticky znamenalo zvýšení prestiže příslušného šlechtického rodu. Historie moderních řádů otevřených všem občanům sahá do roku 1802, kdy Napoleon Bonaparte založil Řád čestné legie.

## Řády
- Řád Spasitele – Řád byl založen řeckým králem Ottou I. dne 20. května 1833. Udílen je občanům Řecka za hájení zájmů země v době války či za výjimečné služby v sociální oblasti v Řecku či v zahraničí. Udílen je i významným cizincům.[1]
- Řád cti – Řád byl založen roku 1975 a nahradil dříve zrušený Řád Jiřího I. Udílen je občanům Řecka i cizincům za vynikající služby Řecku.[2]
- Řád Fénixe – Řád byl založen roku 13. května 1926. Udílen je občanům Řecka i cizím státním příslušníkům za posílení mezinárodní prestiže Řecka či za vynikající úspěchy ve veřejné sféře.[3]
- Řád Jiřího I. – Řád založil řecký král Konstantin I. dne 16. ledna 1915. Zrušen byl po zániku řecké monarchie v roce 1973. Udílen byl důstojníkům a vyšším státním úředníkům za vynikající službu Řecku.[4]
- Řád dobročinnosti – Řád byl založen dne 7. května 1948. Po pádu monarchie byl řád v roce 1973 zrušen a opětovně obnoven byl v roce 1975. Udílen je výhradně ženám za mimořádné služby Řecku a jeho lidu.[5]
- Řád svatých Jiřího a Konstantina – Řád byl založen králem Jiřím II. v roce 1936. Od roku 1973 není udílen jako státní vyznamenání, zůstal zachován pouze jako dynastický řád. Udílen byl za osobní služby panovníkovi a koruně.[6]
- Řád svaté Olgy a Sofie – Řád byl založen králem Jiřím II. v roce 1936 na památku jeho babičky královny Olgy a jeho matky královny Sofie. Od roku 1973 není udílen jako státní vyznamenání a zůstal zachován pouze jako dynastický řád. Udílen byl ženám za osobní služby panovníkovi a koruně.[7]

## Vojenská vyznamenání

Vojenská záslužná medaile I. třídy (1974)

- Medaile za statečnost – Medaile je nejvyšším vojenským vyznamenáním Řecka. Založena byla roku 1974, ale nebyla ještě nikdy udělena.[8]
- Kříž za chrabrost – Vyznamenání bylo založeno 13. května 1913. Původně bylo udíleno v jediné třídě, od roku 1940 je udíleno ve třídách třech. Udílen je za statečné činy a vynikající velení na bojišti.[9]
- Válečný kříž vzor 1917 – Vyznamenání bylo založeno venizelistickou prozatímní vládou národní obrany 28. února 1917. Jeho založení bylo potvrzeno královským dekretem dne 31. října 1917.[10]
- Válečný kříž vzor 1940 – Vyznamenání bylo založeno královským dekretem č. 2646/1940 ze dne 11. listopadu 1940. Udílen byl až do konce druhé světové války a jeho udílení bylo obnoveno během řecké občanské války.[11]
- Válečný kříž vzor 1974
- Medaile za vynikající chování – Medaile byla založena roku 1950.[12]
- Pamětní kříž Bavorského pomocného sboru – Vyznamenání založil dne 22. listopadu 1833 řecký král Ota I.[13]
- Pamětní kříž bavorských dobrovolníků[14]
- Pamětní medaile na řecko-tureckou válku 1912–1913 – Medaile byla udílena občanům Řecka i cizincům, kteří v rozhodném období od 18. září 1912 do 30. dubna 1913 a od 20. února 1913 do 26. července 1913 sloužili v bojových jednotkách.[15]
- Pamětní medaile na řecko-bulharskou válku – Medaile byla udílena za službu v řecko-bulharské válce v roce 1913.[16]
- Vítězná medaile
- Pamětní medaile na válku 1940–1941[17]
- Pamětní medaile na válku 1941–1945 – Medaile byla založena roku 1947. Udílena byla za účast na taženích během druhé světové války, na která se nevztahovala jiná vyznamenání.[18]
- Pamětní medaile na korejskou válku
- Pamětní medaile na operace na Kypru
- Medaile za výjimečné činy – Medaile byla založena roku 1998.[19]
- Vojenská záslužná medaile 1917 – Medaile byla založena 28. února 1917. Udílena byla za vynikající činy během služby a za mimořádnou schopnost velení a organizace jednotek nebo kanceláře.[20]
- Vojenská záslužná medaile 1974[21]
- Medaile za prosperující službu
- Pamětní vyznamenání za velení generálnímu štábu armády
- Pamětní vyznamenání za velení generálnímu štábu námořnictva
- Pamětní vyznamenání za velení generálnímu štábu letectva
- Pamětní vyznamenání za velení generálnímu štábu národní obrany
- Kříž zásluh a cti
- Pamětní vyznamenání pro příslušníky armády za velení velké jednotce
- Pamětní vyznamenání pro příslušníky námořnictva za velení velké jednotce
- Pamětní vyznamenání pro příslušníky letectva za velení velké jednotce
- Vyznamenání za prosperující velení
- Vyznamenání pro vyšší důstojníky armády za dlouholetou službu
- Vyznamenání pro vyšší důstojníky námořnictva za dlouholetou službu
- Vyznamenání pro vyšší důstojníky letectva za dlouholetou službu
- Vyznamenání pro vyšší důstojníky společného sboru ozbrojených sil za dlouholetou službu
- Vyznamenání pro důstojníky za dlouholetou službu
- Pamětní vyznamenání za službu ve štábu
- Pamětní medaile na účast v mírových misích